# Campionat d'Espanya de trial 2022
La temporada de 2022 del Campionat d'Espanya de trial fou la 55a edició d'aquest campionat, organitzat per la Reial Federació Motociclista Espanyola. El calendari oficial constava de 7 proves puntuables, celebrades entre el 23 d'abril i el 13 de novembre. 2 de les proves programades es disputaren als Països Catalans: Camprodon (26 de juny) i Cal Rosal (la darrera, el 13 de novembre).

## Classificació final
| Posició | Pilot            | Motocicleta | Punts |
| ------- | ---------------- | ----------- | ----- |
| 1       | Jaime Busto      | Vertigo     | 130   |
| 2       | Adam Raga        | TRRS        | 116   |
| 3       | Gabriel Marcelli | Montesa     | 112   |
| 4       | Miquel Gelabert  | Gas Gas     | 80    |
| 5       | Jorge Casales    | Scorpa      | 80    |
| 6       | Aniol Gelabert   | Beta        | 80    |
| 7       | Pablo Suárez     | Montesa     | 67    |
| 8       | Àlex Canales     | Sherco      | 55    |
| 9       | Gerard Trueba    | Beta        | 36    |
| 10      | Luca Petrella    | Gas Gas     | 7     |

## Categories inferiors

### TR2
| Posició | Pilot         | Motocicleta | Punts |
| ------- | ------------- | ----------- | ----- |
| 1       | Oriol Noguera | TRRS        | 124   |
| 2       | Pau Martínez  | Vertigo     | 109   |
| 3       | Gil Vila      | Gas Gas     | 108   |

### TR3
| Posició | Pilot           | Motocicleta     | Punts |
| ------- | --------------- | --------------- | ----- |
| 1       | Jordi Sanjuan   | Sherco          | 132   |
| 2       | Jordi Camp      | Montesa         | 120   |
| 3       | Rodrigo Marchal | Electric Motion | 105   |

### Altres
| Categoria  | Guanyador     | Motocicleta |
| ---------- | ------------- | ----------- |
| TR4        | Dani Comas    | Vertigo     |
| TR5        | Manuel Ruiz   | Vertigo     |
| Veterans A | Jesús Martín  | TRRS        |
| Veterans B | Manuel Panizo | Gas Gas     |
| Júnior     | Hugo Barrera  | Sherco      |
| Cadet 125  | M. Combarro   | Gas Gas     |
| Cadet      | B. Vendrell   | TRRS        |
| Juvenil A  | Jorge García  | Sherco      |
| Juvenil B  | Otger Martí   | TRRS        |

## Classificació per marques
| Posició | Marca       | Punts |
| ------- | ----------- | ----- |
| 1       | TRRS        | 376   |
| 2       | Sherco      | 302   |
| 3       | Gas Gas     | 248   |
| 4       | Vertigo     | 215   |
| 5       | Beta Trueba | 148   |
| 6       | Montesa     | 75    |
| 7       | Scorpa      | 19    |